# Françoise Filastre

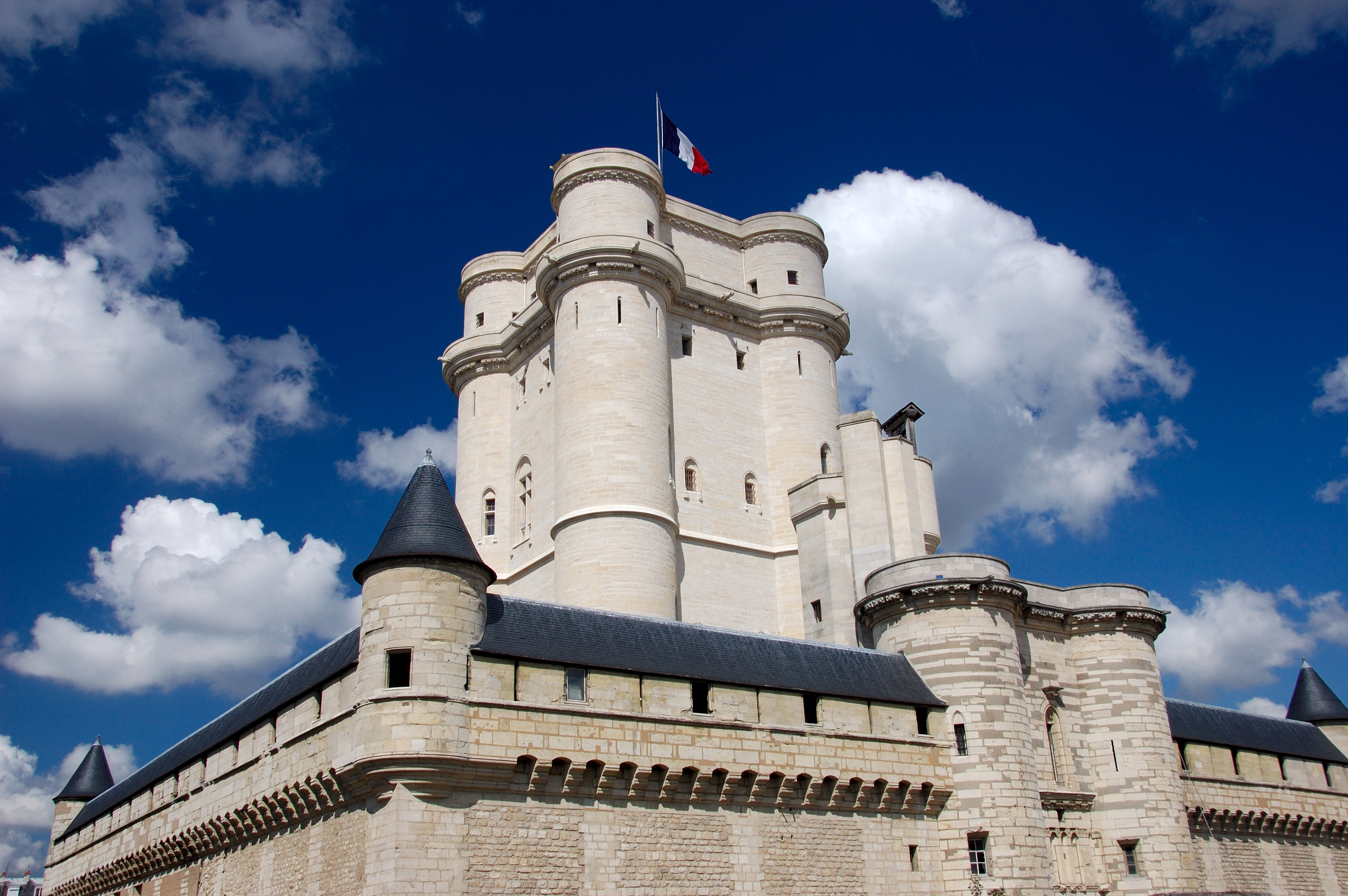
Fängelsetornet på slottet i Vincennes, där många av de inblandade i Giftmordsaffären satt fängslade 1679-82.

Françoise Filastre, född 1645, död 1680 i Paris, var en fransk giftblandare. Hon var en av de åtalade i den beryktade Giftmordsaffären, där hennes bekännelse betraktas som en av de avgörande.

## Biografi
Françoise Filastre var medarbetare till La Voisin. Hon sålde afrodisiakum till Ludvig XIV:s mätress madame de Montespan, som använde det till att droga monarken: under kungens förbindelse med Anne de Rohan-Chabot försåg Filastre på La Voisins order Montespan med potensmedel från Louis Philippe Galet i Normandie. När kungen 1679 inledde ett förhållande med Marie-Angelique de Fontanges anlitade Montespan La Voisin för att förgifta både kungen och Fontanges. Efter arresteringen av La Voisin under giftmordsaffären i mars anlitades Filastre av Montespan för att fullfölja mordförsöket på Fontanges.  

### Giftmordsaffären
Filastre greps, efter att ha utpekats av andra arresterade, i december 1679 efter att ha ansökt om en plats i Fontanges hushåll. Den 30 september dömdes hon till döden, och underkastades sedan förhör under tortyr.  
Efter avrättningen av La Voisin i februari 1680, hade Marguerite Montvoisin vittnat om La Voisins kontakter med Montespan, och Adam Lesage om svarta mässor med spädbarnsoffer. Under natten den 30 september till 1 oktober 1680 avlade Filastre under tortyr ett samstämmigt vittnesmål. Hennes vittnesmål ansågs som den slutgiltiga bekräftelsen av det av Lesage tidigare avgivna vittnesmål om de spädbarnsoffren och Monvoisins vittnesmål om Montespans förbindelse med organisationen. Hon bekände att hon hade arrangerat en pakt med Djävulen åt Montespans syster hertiginnan Antoinette de Vivonne, och att hon hade offrat ett av sina egna barn åt Satan under en svart mässa.   

### Efterspel
Samma dygn som hennes bekännelse avgavs, den 1 oktober, blev Ludvig XIV informerad om de vittnesmål som implicerade Montespan, och gav omedelbart order om att processen skulle avstängas. Filastre drog tillbaka sin bekännelse så fort tortyren hade upphört. 
Françoise Filastre avrättades genom bränning på bål i Paris 1680.